# Dagmar Weiss
Dagmar Weiss (* 1978 in Marburg) ist eine deutsche bildende Künstlerin.

## Leben und Wirken
Von 1999 bis 2005 besuchte Dagmar Weiss die Fachhochschule Bielefeld und macht dort ihr Diplom für Fotografie und Film-Design. 2006 erhielt sie ein Auslandsstipendium und absolvierte von 2006 bis 2010 ein Studium an der University of Art and Design Helsinki, das sie mit dem Master of Arts in Fotografie abschloss. Dagmar Weiss war als Lehrbeauftragte an der Hochschule für bildende Künste Hamburg tätig.
Sie lebt und arbeitet in Berlin.

### Ausstellungen, Screenings (Auswahl)
- 2021, Buxus, Galerie Artists Unlimited, Bielefeld (E)
- 2020, Casa dolce casa, Galerie 22,48m², Paris, Frankreich
- 2020, Nine to Five, Grand Palais, Bern, Schweiz
- 2020, Jeune Creation 69e édition, Fondation d’Entreprise Fiminco, Romainville, Frankreich (K)
- 2019, Monitoring | 36. Kasseler Dokumentarfilm- und Videofest, Kassel (K)
- 2019, Buxus, Galerie 21 im Vorwerk-Stift, Hamburg (E)
- 2019, Personal Training, WerkStadt Berlin (E)
- 2017, Personal Training, Künstlerhaus Lauenburg, Lauenburg (E,K)
- 2015, 25 Karat. – Goldrausch 2015, Studio 1 Kunstquartier Bethanien, Berlin (K)
- 2014, Die Bielefelder Schule. Fotokunst im Kontext, Alte Stadtbibliothek, Bielefeld (K)
- 2012, Die Wirklichkeit steht neben sich, Galerie Artists Unlimited, Bielefeld (E)
- 2012, Stay where the pepper grows, Autocenter, Berlin (K.)
- 2010, 27. Kasseler Dokumentarfilm- und Videofest
- 2010, Festival Voies Off, Arles, Frankreich
- 2010, Helsinki School. Photography and Video Now, Helsinki Art Museum Meilahti, Finnland (K)
- 2009, Hier und anderswo. OWL 2, Marta Herford (K)
- 2005, Phase Drei. Wie leben die Alten?, Museum für Kunst und Gewerbe Hamburg (K)

### Auszeichnungen (Auswahl)
- 2021, Recherchestipendium des Berliner Senats
- 2021, Aufenthaltsstipendium Künstlerhaus Lukas, Ahrenshoop
- 2021, Gaststipendium des Künstlerhauses Bremen
- 2020, Aufenthaltsstipendium Artists Unlimited Bielefeld
- 2019, Reisekostenzuschuss für Auslandsvorhaben des Berliner Senats
- 2019, Aufenthaltsstipendium Künstlerdorf Schöppingen
- 2017, Aufenthaltsstipendium Künstlerhaus Lauenburg
- 2015, Goldrausch Künstlerinnenprojekt art IT, Berlin
- 2014, Aufenthaltsstipendium Nordic Artists’ Centre Dale, Norwegen
- 2009/10, Projektstipendium des Arts Council of Finland
- 2007/08, Jahresstipendium zu künstlerischen Weiterbildung für Graduierte des DAAD

### Publikationen
- Phase Drei: Wie leben die Alten? Edition Körber-Stiftung, Hamburg 2005, ISBN 3-89684-343-5
- Gibt es die Welt auch ohne mich? — Ausgewählte Fotografische Abschlussarbeiten der Fachhochschule Bielefeld 2003–2008, Kehrerverlag Heidelberg, 2008, ISBN 978-3-86828-043-2
- Hier und Anderswo, Kerber Verlag, Bielefeld 2009, ISBN 978-3-86678-328-7
- The Helsinki School – Young Photography by TaiK, Vol. 3, Hatje Verlag, 2009, ISBN 978-3-7757-2404-3

## Rezeption
Während Ausstellungs- und Festivalbeteiligungen von Dagmar Weiss eher im engeren Rahmen von Kunstinteressierten verbleiben, verschafft ihr die ständige Filmarbeit für den Sender Arte mit jedem ihrer Clips eine Vielzahl von Fernsehzuschauern und damit einen immer größeren Bekanntheitsgrad.